# Pseudocoremia insignita
Pseudocoremia insignita là một loài bướm đêm trong họ Geometridae.